# Herpeperas tanda
Herpeperas tanda är en fjärilsart som beskrevs av Pierre E.L. Viette 1961. Herpeperas tanda ingår i släktet Herpeperas och familjen nattflyn. Inga underarter finns listade i Catalogue of Life.